# Pont Samora Machel
El Pont Samora Machel, també conegut com a Pont de Tete, és un pont ferroviari de Moçambic que travessa el riu Zambezi. Quan les obres van començar el 1968 havia rebut el nom de Pont Marcelo Caetano, nom que fou canviat a l'actual després de la independència pel del primer president de Moçambic Samora Machel.
Aquest va ser part d'un conjunt de construccions indispensables per iniciar la construcció de Cahora Bassa. També va formar part de la carretera més important de l'Àfrica oriental, que, partint de Ciutat del Cap, Àfrica del Sud, travessava Rhodèsia (ara Zimbabwe), Moçambic (a la província de Tete, entre Zóbuè i Changara), Malawi, Zàmbia i arribava Kenya. A Moçambic, encara serveix regions amb gran potencial agropecuari i la minaria i va permetre el flux econòmic de la producció al nord del Zambeze, com va ser el cas Angónia, Macanga, Marávia i Zumbo.